# ギリシャ海軍艦艇一覧
ギリシャ海軍艦艇一覧は、ギリシャ共和国海軍が過去保有した、または現在保有する、または将来保有する予定の、未完成・計画中止を含めた歴代艦艇一覧である。
凡例

## 現有勢力（2024年現在）
- 国防予算：78億7,000万ドル[1]
- 海軍人員：1万8,800名[1]
- 艦船隻数：153隻（排水量20t以上）[1]

潜水艦×11
フリゲート×13
ミサイル艇×19
高速艇×5
哨戒艇×15
戦車揚陸艦×5
揚陸艇×61
ホバークラフト揚陸艇×4
掃海艇×3
測量艦×2
測量艇×1
練習艦×1
補給艦×1
支援艦×5
給油艦×5
設標艦×2
- 航空機数：19機[1]

艦載ヘリコプター×18、陸上固定翼機×1
- コースト・ガード：船艇78隻、航空機若干機[1]

## 艦艇一覧（近代海軍以前）

### 帆走コルベット
- プサラ（ギリシア語版） (Psara)
- スペツァイ（ギリシア語版） (Spetsai)
- イドラ（ギリシア語版） (Hydra)
- アマリア（ギリシア語版）(Amalia)

### フリゲート
- ヘラス（英語版、ギリシア語版）(Hellas) - 帆走式
- アマリア（ギリシア語版）(Amalia) - 機走式

### 砲艦
機走
- アフレーザ　(Aphroësa) - ??年、??門
- ナフプリオン　(Nauplion) - ??年、??門
- プリクサウラ　(Plixavra) - ??年、??門
- パラロス　(Paralos) - ??年、??門
- サラミニア　(Salaminia) - ??年、??門
- シロス　(Syros) - ??年、??門

- キッサ級 - 3隻

キッサ　(Kissa) - 1884年、2門
キチラー　(Kichle) - 1884年、2門
アエードーン　(Aedon) - 1884年、2門

## 艦艇一覧（近代海軍）

### 主力艦

#### 戦艦
草創期の戦艦
- ヴァシレフス・ゲオルギオス（英語版）　(Vasilefs Georgios) - 中央砲門艦
- ヴァシリッサ・オルガ　(Vasilissa Olga) - 舷側砲門艦

海防戦艦
- イドラ級 - 3隻
  - イドラ　(Hydra)
  - スペツァイ　(Spetsai)
  - プサラ　(Psara)

準弩級戦艦

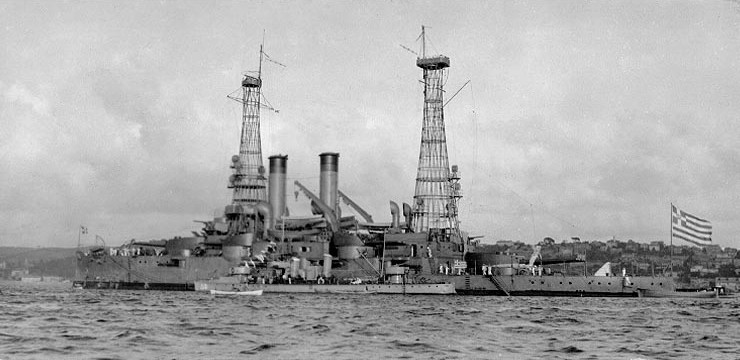
準弩級戦艦レムノス

- キルキス級 - 2隻（旧・米ミシシッピ級）
  - キルキス (Kilkis)　※　旧・アイダホ (USS Idaho, BB-24)
  - レムノス（英語版） (Lemnos)　※　旧・ミシシッピ (USS Mississippi, BB-23)

超弩級戦艦
- サラミス　(Salamis) - 建造中止[2]
- ヴァシレフス・コンスタンチノス　(Vasilefs  Konstantinos) - 建造中止

### 水上戦闘艦

#### 巡洋艦
草創期の巡洋艦

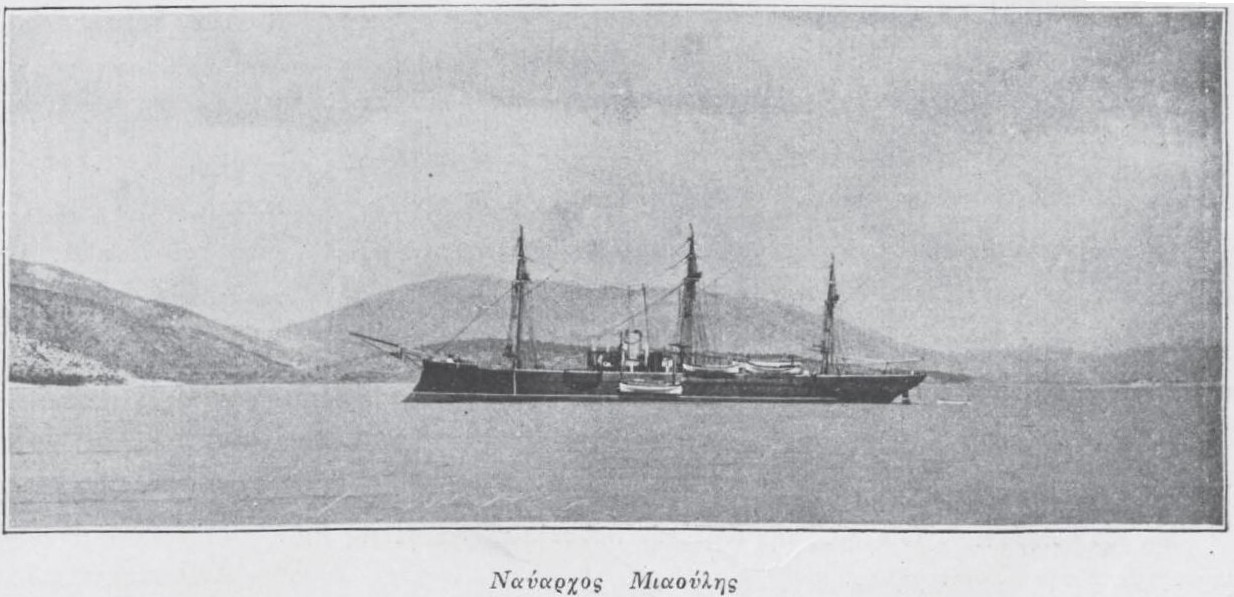
「Nauarchos Miaoulis」

- ナウアルコス・ミアウリス　(Nauarchos Miaoulis) - 1隻

防護巡洋艦
- 清『肇和』級 - 1隻

エリ　(Helle)
装甲巡洋艦
- 伊『Pisa』級 - 1隻

イェロギオフ・アヴェロフ　(Giorgios Averoff)
軽巡洋艦
- カトソニス級 - 0隻（2隻建造中止）

※ ''建造中止：
カトソニス　(Katsonis)
コントゥリオティス　(Kountouriotis)
- 伊『エマヌエレ・フィリベルト・デュカ・ダオスタ級』 - 1隻

エリ　(Helle)
仮装巡洋艦・特設巡洋艦
- アクティオン　(Aktion)[4] - 1隻
- アドリアティコス　(Adriaticos) - 1隻
- ナクソス　(Naxos) - 1隻
- ヘルメス　(Hermes)[5] - 1隻
- キクノス　(Kyknos) - 1隻
- コンスタンティノ・ヴァシレウス　(Constantinos Vasileus) - 1隻

#### 駆逐艦

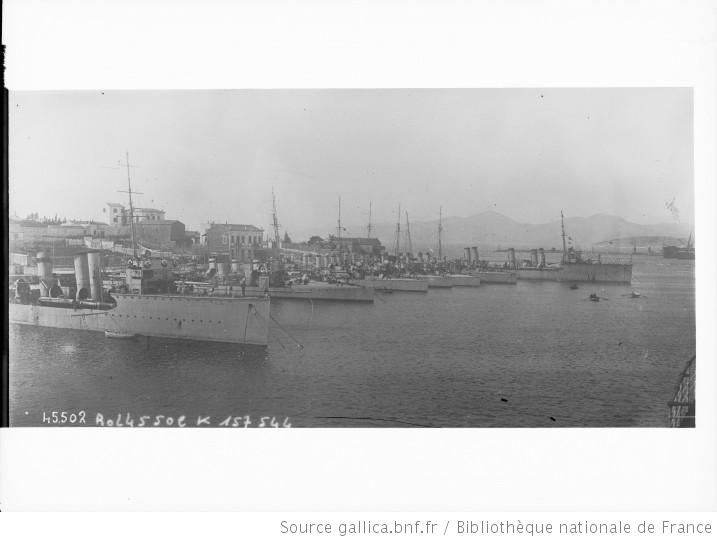
1915年にピレウス港で撮られたギリシャ駆逐艦。手前と奥の5本煙突の駆逐艦は就役時のエートス級、中央部の小型のものはドゥクサ級。

WW I以前の駆逐艦
- ドゥクサ級 - 4隻

ドゥクサ　(Doxa)
ヴェロス　(Velos)
アスプ　(Aspis)
ニキ　(Niki)
- テュエッラ級 - 4隻

テュエッラ　(Thyella)
スフェンドニ　(Sfendoni)
ナフクロトゥーサ　(Nafkratousa)
ロンチ　(Lonchi)
- 旧・独『V-1』級 - 2隻

ケラヴノス　(Keravnos) ※ 旧・『V-5』
ネア・ゲネア　(Nea Genea) ※ 旧・『V-6』
- エートス級 - 4隻

エートス　(Aetos)
レオン　(Leon)
エラックス　(Ierax)
パンテル　(Panthir)
WW I時の駆逐艦
- クリティ級 - 4隻

クリティ　(Kriti)
レスヴォス　(Lesvos)
ヒオス　(Chios)
サモス　(Samos)
- クリティ級 - 0隻（4隻建造中止[6]）

※ ''建造中止：
クリティ　(Kriti)
レスヴォス　(Lesvos)
サモス　(Samos)
ヒオス　(Chios)
- 旧・墺『Huszár』級 - 1隻

スミュルニ　(Smyrni) ※ 旧・『ウラン　(Ulan)』
大戦間の駆逐艦
- イドラ級(伊『ダルド級』) - 4隻

イドラ　(Hydra)
スペツァイ　(Spetsai)
プサラ　(Psara)
コンドゥリオティス　(Condouriotis)
WW II時の駆逐艦
- ヴァシレフス・ゲオルギオス級 - 2隻

ヴァシレフス・ゲオルギオス　(Vasilefs Georgios)
ヴァシリッサ・オルガ　(Vasilissa Olga)
- 旧・英『ハント級』 - 6隻

アドリアス (Adrias)　※ 旧・『ボーダー　(HMS Border)』
アドリアス (Adrias)　※ 旧・『タナトサイド　(HMS Tanatside)』
カナリス (Kanaris)　※ 旧・『ハザーリー　(HMS Hatherleigh)』
ミャオウリス (Miaoulis)　※ 旧・『モドベリー　(HMS Modbury)』
ピンドス (Pindos)　※ 旧・『ボールブローク　(HMS Bolebroke)』
ヘイスティングス (Hastings)　※ 旧・『キャタリック　(HMS Catterick)』
WW II後の駆逐艦
- 旧・米『グリーブス級』 - 2隻

ドクサ (D-20 Doxa)　※ 旧・『ラドロー　(DD-438 Ludlow)』
ニキ (D-63 Niki)　※ 旧・『エバール　(DD-430 Eberle)』
- 旧・米『フレッチャー級』 - 6隻

ヴェロス (D-16 Velos)　※ 旧・『チャレット　(DD-581 Charrette)』
スフェンドニ (D-85 Sfendoni)　※ 旧・『オーリック　(DD=569 Aulick)』
アスピス (D-06 Aspis)　※ 旧・『コナー　(DD-582 Conner)』
ロンチ (D-56 Lonchi)　※ 旧・『ハル　(DD-583 Hall)』
テュエッラ (D-22 Thyella)　※ 旧・『ブラッドフォード　(DD-545 Bradford)』
ナヴァリノン (D-63 Navarinon)　※ 旧・『ブラウン　(DD-546 Brown)』
- 旧・米『ギアリング級』 - 8隻

テミストクレス (D-210 Themistoklis)　※ 旧・『フランク･ノックス　(DD-742 Frank Knox)』
ミャオウリス (D-211 Miaoulis)　※ 旧・『イングラハム　(DD-694 Ingraham)』
カナリス (D-212 Kanaris)　※ 旧・『スティッケル　(DD-888 Stickell)』
コンドゥリオティス (D-213 Kountouriotis)　※ 旧・『ルパータス　(DD-851 Rupertus)』
サクトゥリス (D-214 Sachtouris)　※ 旧・『アーノルド・J・イザベル　(DD-869 Arnold J. Isbell)』
トンバジス (D-215 Tombazis)　※ 旧・『グーク　(DD-783 Gurke)』
アポストリス (D-216 Apostolis)　※ 旧・『チャールズ・P・セシル　(DD-835 Charles P. Cecil)』
クレエジス (D-217 Kriezis)　※ 旧・『マイルズ・C・フォックス　(DD-829 Myles C. Fox)』
- 旧・米『チャールズ・F・アダムズ級』 - 4隻

キモン (D-218 Kimon)　※ 旧・『セムズ　(DDG-18 Semmes)』
ネアコス (D-219 Nearchos)　※ 旧・『ワッデル　(DDG-24 Waddell)』
フォーミオン (D-220 Formion)　※ 旧・『ジョセフ・シュトラウス　(DDG-16 Joseph Strauss)』
テミストクレス (D-221 Themistocles)　※ 旧・『バークレー　(DDG-15 Berkeley)』

#### 護衛駆逐艦
- 旧・米『キャノン級』 - 4隻

レオン (D-54 Leon)　※ 旧・『エルドリッジ　(DE-173 Eldridge)』
パンテル (D-67 Panther)　※ 旧・『ガーフィールド・トーマス　(DE-193 Garfield Thomas)』
エートス (D-01 Aetos)　※ 旧・『スレーター　(DE-766 Slater)』
エラックス (D-31 Ierax)　※ 旧・『エバート　(DE-768 Ebert)』

#### フリゲート
- 旧・米『ノックス級』 - 3隻

イピルス (F-456 Ipiros)　※ 旧・『コノール　(FF-1056 Connole)』
トラキ (F-457 Thraki)　※ 旧・『トリップ　(FF-1075 Trippe)』
マケドニア (F-458 Makedonia)　※ 旧・『ヴィリーランド　(FF-1068 Vreeland)』
- エリ級 - 2隻

エリ　(F-450 Elli)
リムノス　(F-451 Limnos)
- 旧・蘭『コルテノール級』 - 8隻

アドリアス (F-459 Adrias)　※ 旧・『カレンブルク』　(F808 Callenburgh)
アイガイオーン (F-460 Aegeon)　※ 旧・『バンケルト　(F810 Banckert)』
ナヴァリノン (F-461 Navarinon)　※ 旧・『ヴァン・キンスベルケン　(F809 Van Kinsbergen)』
コンドゥリオティス (F-462 Kountouriotis)　※ 旧・『コルテノール　(F807 Kortenaer)』
ブブリナ (F-463 Bouboulina)　※ 旧・『ピーテル・フローリス　(F826 Pieter Florisz)』
カナリス (F-464 Kanaris)　※ 旧・『ヤン・ヴァン・ブラケル　(F825 Jan van Brakel)』
テミストクレス (F-465 Themistoklis)　※ 旧・『フィリップ・ヴァン・アルモンド　(F823 Philips van Almonde)』
ニケフォロス・フォカス (F-466 Nikiforos Fokas)　※ 旧・『ブロイス・ヴァン・トレスロン　(F824 Bloys van Treslong)』
- イドラ級(独『MEKO 200HN型』 - 4隻

イドラ　(F-452 Hydra)
スペツァイ　(F-453 Spetsai)
プサラ　(F-454 Psara)
サラミス　(F-455 Salamis)
- キモン級（英語版） - 3隻建造中[7][8]

キモン（F601 Kimon）、ネアルコス（F602 Nearchos）、フォルミオン（F603 Formion）

#### コルベット
- 旧・英『フラワー級』 - 4隻

サクトゥリス (Sachtouris)　※ 旧・『ピオニー　(HMS Peony,K40)』
アポストリス (Apostolis)　※ 旧・『ハイアシンス　(HMS Hyacinth,K84)』
クレエジス (Kriezis)　※ 旧・『コレオプシス　(HMS Coreopsis,K32)』
トンバジス (Tombazis)　※ 旧・『タマリスク　(HMS Tamarisk,K216)』

### 潜水艦

#### 通常動力型潜水艦
WW Iまでの潜水艦
- ノルデンフェルト-1　(Nordenfelt-1) - 1隻
- デルフィン級 - 2隻

デルフィン　(Delfin)
クシフィアス　(Xifias)
- 『Laubeuf』型 - 0隻（2隻建造中止[9]）

X、PS
- 独『U-31』級 - 0隻（5隻購入中止）

※ ''購入中止：
U-33
U-34
U-35
U-36
U-37
WW IIまでの潜水艦
- 『Schneider Laubeuf』型 - 2隻

カトソニス　(Katsonis)
パパニコリス　(Papanicolis)
- 『Simonot』型 - 4隻

ネレウス　(Nereus)
プロテウス　(Proteus)
トリトン　(Triton)
グラフコス　(Glavkos)
WW II以降の潜水艦
- グラフコス級(独『209型(T.1100)』) - 4隻

グラフコス　(S-110Glavkos)
ニーレウス　(S-111 Nireus)
トリトン　(S-112 Triton)
プロテウス　(S-113 Proteus)
- ポセイドン級(独『209型(T.1200)』) - 4隻

ポセイドン　(S-116 Poseidon)
アンフィトリティ　(S-117 Amfitriti)
オケアノス　(S-118 Okeanos)
ポントス　(S-119 Pontos)
- パパニコリス級(独『214型』) - 4隻

パパニコリス　(S-120 Papanikolis)
ピピノス　(S-121 Pipinos)
マトロツォス　(S-122 Matrozos)
カトソニス　(S-123 Katsonis)

### 機雷戦艦艇

#### 敷設艦艇
機雷敷設艦
- モネンヴァシア級 - 3隻

モネンヴァシア　(Monemvasia)
　(Aigialla)
ナフプリア　(Nauplia)
- (Korgialenios) - 1隻
- ミコノス　(Mykonos) - 1隻
- パラロス　(Paralos) - 1隻
- プレイアス　(Pleias) - 1隻

#### 掃海艦艇
掃海艇
- Y-1級 - 2隻 ※ Mine Sweeping Trawler

Y-1
Y-2
機雷掃討艇
- 旧・英『ハント級』 - 2隻

エウロパ (M-62 Europa)　※ 旧・『バイスター　(HMS Bicester,M36)』
カリスト (M-63 Kallisto)　※ 旧・『バークレー　(HMS Berkeley,M40)』
- 旧・米『オスプレイ級』 - 1隻

カリプス (M-64 Kalypso)　※ 旧・『ハーロン　(MHC-52 Heron)』

### 両用戦艦艇

#### 揚陸艦艇
ドック型揚陸艦
- 旧・米『カサ・グランデ級』 - 1隻

ナフクロトゥーサ (L-153 Nafkratousa)　※ 旧・『フォート・マンダン　(LSD-21 Fort Mandan)』
戦車揚陸艦
- 旧・英『LST Mk.3級』 - 6隻

アヘロオス　(Acheloos)　※ 旧『LST3503』
アリアクモン　(Aliakmon)　※ 旧・『LST3002』
ピネイオス　(Pineios)　※ 旧・『LST3506』
ストリモン　(Strymon)　※ 旧・『LST3502』
アルペイオス　(Alfeios)　※ 旧・『LST3020』
アクシオス　(Axios)　※ 旧・『LST3007』
- 旧・米『LST Mk.2』級 - 8隻

シロス　(L-144 Syros)　※ 旧・『LST-325』
イカリア　(L-154 Ikaria)　※ 旧・『ポッター・カウンティ　(LST-1086 Potter County)』
ロードス　(L-157 Rodos)　※ 旧・『ボウマン・カウンティ　(LST-391 Bowman County)』
リムノス　(L-158 Limnos)　※ 旧・『LST-36』
クリティ　(L-171 Kriti)　※ 旧・『ページ・カウンティ　(LST-1076 Page County)』
レスヴォス　(L-172 Lesvos)　※ 旧・『ブーン・カウンティ　(LST-389 Boone County)』
サモス　(L-179 Samos)　※ 旧・『LST-33』
ヒオス　(L-195 Chios)　※ 旧・『LST-35』
- 旧・米『テレボーン・パリッシュ級』 - 2隻

オイノウッサイ　(L-104 Oinoussai)　※ 旧・『テレル・カウンティ　(LST-1157 Terrell County)』
コス　(L-116 Kos)　※ 旧・『ホイットフィールド･カウンティ　(LST-1169 Whitfield County)』
- イアソン級 - 5隻

ヒオス　(L-173 Chios)
サモス　(L-174 Samos)
イカリア　(L-175 Ikaria)
レスヴォス　(L-176 Lesvos)
ロードス　(L-177 Rodos)
エア・クッション型揚陸艇
- ズーブル型高速エアクッション揚陸艦 - 5隻

ケファリニア　(L-180 Kefalonia)
イタキ (L-181 Ithaki)　※ 旧・烏『イヴァン・ボフーン　(U421 Іван Богун)』
ケルキラ (L-182 Kerkyra)　※ 旧・烏『ホールリウカ　(U423 орлiвка)』
ザキントス　(L-183 Zakynthos)
ケルキラ　(L-184 Kerkyra)

#### 輸送艦艇
部隊輸送船
- スファクテリア　(Sfakteria) - 1隻
- キオス　(Khios)[12] - 1隻

### 哨戒艦艇

#### 哨戒・警備艦艇
砲艦
- サラミニア級 - 2隻

サラミニア　(Salaminia)
シロス　(Syros)
- アクテオン級 - 2隻

アクテオン　(Akteon)
アンバッキア　(Ambbakia)
- アケラオス級 - 4隻

アケラオス　(Achelaos)
アルフェオス　(Alpheos)
エウロタス　(Eurotas)
ペネオス　(Peneos)
- トルミー級（元アメリカ合衆国『アシュヴィル級』） - 2隻

トルミー　(P-229 Tolmie)　※ 元『グリーン・ベイ　(PG-101 Green Bay)』
オルミー　(P-230 Ormi)　※ 元『ベーコン　(PGM-99 Beacon)』
- テティス級(ドイツ『420型』) - 5隻

ニキ　(P-62 Niki)　※ 旧名・『テティス　(P-6052 Thetis)』
ドクサ　(P-63 Doxa)　※ 旧名・『ナイアード　(P-6054 Najade)』
エレフセリア　(P-64 Eleftheria)　※ 旧名・『トリトン　(P-6055 Triton)』
カルテリア　(P-65 Karteria)　※ 旧名・『ヘルメス　(P-6053 Hermes)』
アゴーン　(P-66 Agon)　※ 旧名・『テセウス　(P-6056 Theseus)』
- オスプレイ 55級 - 2隻

アルマトロス　(P-18 Armatolos)
ナヴマソス　(P-19 Navmachos)
- オスプレイ HYS-56A級 - 4隻

マキティス　(P-266 Makhitis)
ニキフォロス　(P-267 Nikiforos)
アイッティトス　(P-268 Aittitos)
クラタイオス　(P-269 Krataios)
水雷艇
- デロス　(Delos)
- サッフォー　(Sappho)
- スフィンクス　(Sphinx)
- イオニア　(Ionia)
- アルファ級 - 4隻

アルファ　(Alpha)
ベータ　(Beta)
ガンマ　(Gamma)
デルタ　(Delta)
- ヒオス級 - 6隻

ヒオス　(Chios)
キプロス　(Cyprus)
コス　(Kos)
ミティリーニ　(Mytelene)
ロードス　(Rhodes)
サモス　(Samos)
- カリテア級 - 5隻

カリテア　(Kalithea)
フェリニカ　(Pherinika)
ペルセポネ　(Persephone)
テルプシコレ　(Terpsichore)
テルプシテア　(Terpsithea)
- ニコポリス　(Nikopolis)
- アイグレ級 - 6隻

アイグレ　(Aigli)
テティス　(Thetis)
ダフニ　(Dafni)
アレトゥーサ　(Arethousa)
アルキオーニ　(Alkyoni)
ドリス　(Doris)
- 『V-11』型 - 6隻

V-11
V-12
V-13
V-14
V-15
V-16

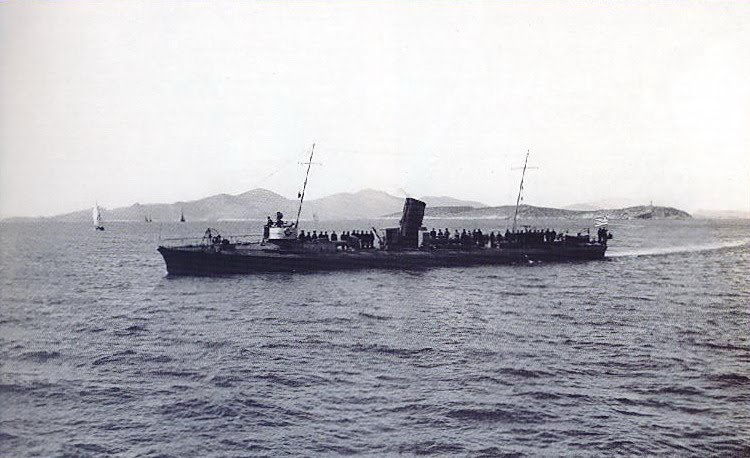
水雷艇「ニコポリス（Nikopolis）」

- パノルモス級（オーストリア『82F型水雷艇』） - 3隻

パノルモス　(Panormos)※ 元『92F』
ペルガモス　(Pergamos)※ 元『95F』
プルシャ　(Proussa)※ 元『94F』
- キジコス級（オーストリア『98M型水雷艇』） - 3隻

キジコス　(Kyzikos)※ 元『98M』
キオス　(Kios)※ 元『99M』
キドニア　(Kidonia)※ 元『100M』
- ニコポリス級（オスマン帝国『アンタルヤ級水雷艇』） - 2隻

ニコポリス　(Nikopolis)　※ 元『アンタルヤ　(Antalya)』
タトイ　(Tatoi)　※ 元『トカット（Tokat）』
魚雷艇
- ドイツ『ゼーアドラー級』 - 7隻

カタイジス (P-197 Kataigis)　※ 元『ファルケ　(P-6072 Falke)』
エスペロス (P-50 Esperos)　※ 元『ゼーアドラー　(P-6068 Seeadler)』
ケンタヴロス (P-52 Kentavros)　※ 元『ハービヒト　(P-6075 Habicht)』
サイクロン (P-53 Kyklon)　※ 元『グライフ　(P-6071 Greif)』
ライラプス (P-54 Lailaps)　※ 元『コンドル　(P-6070 Kondor)』
テュポン (P-56 Typhon)　※ 元『ガイアー　(P-6073 Geier)』
スコルピオス (P-55 Skorpios)　※ 元『コルモラン　(P-6077 Kormoran)』
哨戒艇
- パナゴプロス級哨戒艇 - 2隻

パナゴプロス　(P-70 Panagopoulos)
パナゴプロス　(P-96 Panagopoulos)
- デロス級救難哨戒艇 - 3隻

デロス　(P-267 Delos)
クノッソス　(P-268 Knosos)
リンドス　(P-269 Lindos)
ミサイル艇
- キュモトイ級(フランス『ラ・コンバタントII級』) - 4隻

アニノス　(P-14 Ypoploiarchos Anninos)　※ 旧名・『ナフシソイ　(P-56 Nafsithoi)』
アリオティス　(P-15 Ypoploiarchos Arliotis)　※ 旧名・『エフニキ　(P-55 Evniki)』
コニディス　(P-16 Ypoploiarchos Konidis)　※ 旧名・『キュモトイ　(P-53 Kymothoi)』
バトシス　(P-17 Ypoploiarchos Batsis)　※ 旧名・『カリプス　(P-54 Kalypso)』
- ラスコス級(フランス『ラ・コンバタントIII級』)- 4隻

ラスコス　(P-20 Laskos)
ブレスアス　(P-21 Blessas)
ミコニオス　(P-22 Mikonios)
トロウパキス　(P-23 Troupakis)
- カヴァロウディス級(フランス『ラ・コンバタントIIIb級』) - 6隻

カヴァロウディス　(P-24 Kavaloudis)
コスタコス　(P-25 Kostakos)
デジアニス　(P-26 Degiannis)
クセノス　(P-27 Xenos)
シミトゾポウロス　(P-28 Simitzopoulos)
スタラキス　(P-29 Starakis)
- ロウセン級 - 5隻(2隻建造中)

ロウセン　(P-67 Roussen)
ダニオロス　(P-68 Daniolos)
クリスタリデス　(P-69 Krystallides)
グリゴロプロス　(P-70 Grigoropoulos)
リッツォス　(P-71 Ritsos)
- ヴォトシス級(※ 元ドイツ『ティーガー級』)- 6隻

ヴォトシス　(P-72 Votsis)　※ 元『イルティス　(P-6142 Iltis)』
ペゾポウロス　(P-73 Pezopoulos)　※ 元『シュトルヒ　(P-6152 Storch)』
ヴラハヴァス　(P-74 Vlachavas)　※ 元『マルダー　(P-6144 Marder)』
マリダキス　(P-75 Maridakis)　※ 元『ハーヘル　(P-6151 Häher)』
トーナス　(P-76 Tournas)　※ 元『レオパルト　(P-6145 Leopard)』
サキピス　(P-77 Sakipis)　※ 元『ヤグアル　(P-6147 Jaguar)』

### 補助艦艇

#### 補給艦艇
補給艦
- エルミス　(A-373 Ermis)　※ 旧名・『ヘルメス　(A-373 Hermes)』　※ 後に情報収集艦へ変更　※ 旧・独『オーカー　(A-53 Oker)』
- プロメテウス　(A-374 Prometheus)

軽質油艦
- 旧・米『パタプスコ級』 - 2隻

アレトゥーサ　(A-377 Arethousa)　※ 旧・『ナッチャウグ　(AOG-54 Natchaug)』
アリアドネ　(A-414 Ariadne)　※ 旧・『トンビグビー　(AOG-11 Tombigbee)』
給炭艦
- アイガイオーン　(Aigaion)[13] - 1隻
- レスボス　(Lesbos)[14] - 1隻

給水艦
- アヴラ　(Avra) - 1隻

艦隊支援艦
- エヴロス　(A-415 Evros) - 1隻

#### 支援艦艇
水雷母艦
- カナリス　(Kanaris) - 1隻

#### 特殊作戦支援艦
- ペルセース　(A-377 Perseas) [15]- 1隻

#### 練習艦
- ナウアルコス・ミアウリス　(Nauarkos Miaulis) - 1隻
- アレス　(Ares) - 1隻

#### その他
病院船
- コンスタンティヌポリス　(Constantinoupolis)[16] - 1隻

サルベージ船
- テネドス　(Tenedos) - 1隻

ランチ・艀
- 英『Admiralty』型 - 3隻

B-1
B-2
B-3
王室ヨット
- アンフィトリテ　(Amphitrite)[17] - 1隻

未分類
- フロレンティア　(Floentia) - 1隻
- マリア・ソフィウ　(Maria Sofiou) - 1隻